# سیارک ۱۵۱۰
سیارک ۱۵۱۰ (به انگلیسی: 1510 Charlois، نام‌گذاری: 1939DC) هزار و پانصد و دهمین سیارک کشف شده‌است که در ۲۲ فوریه ۱۹۳۹ و در نیس کشف شد.
قدر مطلق سیارک برابر ۱۱٫۲۰ است.